# Adela van Mesen
De zalige Adela van Mesen, geschiedkundig bekend als Adela (Adelheid) van Frankrijk, (1009 of 1014 - Mesen, 8 januari 1079) was een dochter van koning Robert II van Frankrijk en van Constance van Arles.

## Levensloop
Adela was eerst verloofd met Richard III van Normandië maar trouwde na diens overlijden met graaf Boudewijn V van Vlaanderen. Haar bruidsschat was Corbie. Hun kinderen waren:
1. Boudewijn VI van Vlaanderen
2. Mathilde van Vlaanderen
3. Robrecht I van Vlaanderen

Adela speelde een belangrijke rol in de hervorming van de kerkelijke instellingen van het graafschap. Ook was ze betrokken bij de stichting van de kapittels van Ariën (1049), Rijsel (1050) en Harelbeke (1064) en de abdijen van Mesen (1057) en Ename (1063). Na Boudewijns (V) overlijden in 1067 trok zij naar Rome en kreeg uit de handen van de paus de sluier van een non, en trok zich terug in de abdij van Mesen. Desondanks probeerde ze in 1071 nog steun te vinden voor haar kleinzoon Arnulf III van Vlaanderen tegen haar zoon Robrecht. Zij is begraven in de abdij van Mesen.

## Voorouders
| Adela van Mesen (1009 of 1014-1079) | Vader: Robert II van Frankrijk (972-1031) | Grootvader: Hugo Capet (940-996)                  | Overgrootvader: Hugo de Grote (897-956)                     |
| Adela van Mesen (1009 of 1014-1079) | Vader: Robert II van Frankrijk (972-1031) | Grootvader: Hugo Capet (940-996)                  | Overgrootmoeder: Hedwig van Saksen (914/920-965)            |
| Adela van Mesen (1009 of 1014-1079) | Vader: Robert II van Frankrijk (972-1031) | Grootmoeder: Adelheid van Poitiers (945/952-1004) | Overgrootvader: Willem III van Aquitanië (910-964)          |
| Adela van Mesen (1009 of 1014-1079) | Vader: Robert II van Frankrijk (972-1031) | Grootmoeder: Adelheid van Poitiers (945/952-1004) | Overgrootmoeder: Adela van Normandië                        |
| Adela van Mesen (1009 of 1014-1079) | Moeder: Constance van Arles (986-1034)    | Grootvader: Willem I van Provence (956-993)       | Overgrootvader: Bosso II van Arles (910-966)                |
| Adela van Mesen (1009 of 1014-1079) | Moeder: Constance van Arles (986-1034)    | Grootvader: Willem I van Provence (956-993)       | Overgrootmoeder: Constance van Provence (ca. 925 - ca. 964) |
| Adela van Mesen (1009 of 1014-1079) | Moeder: Constance van Arles (986-1034)    | Grootmoeder: Adelheid van Anjou (-1026)           | Overgrootvader: Fulco II van Anjou (909-958)                |
| Adela van Mesen (1009 of 1014-1079) | Moeder: Constance van Arles (986-1034)    | Grootmoeder: Adelheid van Anjou (-1026)           | Overgrootmoeder: Gerberga van Maine                         |

Haar feestdag valt op 8 september. In de oude crypte onder de kerk van Mesen bevindt zich een gedenkteken te harer ere.